# ابر سرخ
ابر سرخ (به انگلیسی: Red Cloud)، (زاده ۱۸۲۲ در نبراسکا - درگذشته ۱۹۰۹ در داکوتای جنوبی) نام یکی از رهبران سرخ‌پوستان آمریکا از قبیله لاکوتا و یکی از مهم‌ترین رهبران اوگلالا لاکوتا از ۱۸۶۸ تا ۱۹۰۹ بود. از ابر سرخ به عنوان یکی از توانمندترین مخالفان بومی آمریکا در راستای مقابله با ارتش ایالات متحده و اهداف آنها که اشغال سرزمین‌های غربی بود یاد می‌شود. ابر سرخ در جریان جنگ مشهور به نبرد ابر سرخ که به منظور تسلط بر پاودر ریور کانتری شکل گرفت، ارتش ایالات متحده را شکست داد. وی همچنین در یک تهاجم متهورانه نظامی و در جریان نبرد فیترمن فایت ضمن کشتن ۸۱ سرباز آمریکایی، بدترین شکست نظامی تاریخ ارتش ایالات متحده در دشت بزرگ را بر این ارتش تحمیل نمود. تنها ۱۰ سال بعد بود که ارتش ایالات متحده، شکست تحقیرآمیز دیگری را در نبرد لیتل بیگ‌هورن متحمل شد.
یک نقل‌قول در سنین پیری و در زمینهٔ روابط و مناسبات سرخ‌پوستان با دولتمردان آمریکا از جانب وی بیان‌شده که گفته بود؛ آنها بیش از آنچه بتوانم به یاد بیاورم، به ما قول دادند. اما فقط به یکی وفادار ماندند - اینکه گفته بودند زمین‌های ما را تصاحب خواهند نمود .. و چنین کردند. اعلان‌های مربوط به مرگ وی در کنار به رسمیت شناختن دستاوردهای او در روزنامه‌های مهم سراسر کشور چاپ شد. مقالهٔ نیویورک تایمز در مورد مرگ وی به اشتباه او را به عنوان رهبر همه گروه‌های سو توصیف کرد در حالی که لاکوتا بسیار غیرمتمرکز بود و هرگز دارای یک رهبر کلی نبود. به ویژه بخش های اصلی همچون اوگلالا و بروله.